# Thomas Cup
De Thomas Cup geldt sinds 1949 als het officieuze wereldkampioenschap voor mannelijke landenploegen in het badminton. Het staat daarom ook wel bekend als de World Men's Team Championships. Het toernooi dankt haar naam aan bedenker George Alan Thomas (1881-1972), een Engels badmintonner die onder andere vijf keer het All-England Badminton Championship won.

## Opzet
De Thomas Cup werd van 1949 tot 1982 om de drie jaar gehouden. Het toernooi vindt sinds 1984 tegelijkertijd met de Uber Cup om de twee jaar plaats. Het evenement wordt sinds die tijd ook wel Thomas & Uber Cup genoemd, omdat de eindfases zich gelijktijdig afspelen.

### Huidige opzet (vanaf 2014)
- Aan de eindronde nemen zestien landen deel, die zich plaatsen op basis van de wereldranglijst voor landen.
- De zestien landen worden in vier poules van vier landen verdeeld, die ieder één keer tegen de andere landen uit hun groep spelen. Ieder duel bestaat uit vijf partijen (driemaal enkelspel, tweemaal dubbelspel) die één punt per stuk opleveren, zowel in de groepswedstrijden als in het vervolg van het toernooi.
- De beste twee landen van elke poule plaatsen zich voor de kwartfinales.
- In de kwartfinales speelt iedere nummer één uit de poulefase tegen een nummer twee uit de poulefase. Zowel de kwart-, halve- als hele finale wordt gespeeld volgens het knock-outsysteem.

### Van 2010 tot 2012
- Aan de eindronde nemen twaalf landen deel, die zich daarvoor eerst in hun eigen regio (Afrika, Azië, Noord- en Zuid-Amerika, Europa of Oceanië) plaatsen.
- De laatste twaalf worden in vier poules van drie landen verdeeld, die ieder één keer tegen de andere landen uit hun groep spelen. Ieder duel bestaat uit vijf partijen (driemaal enkelspel, tweemaal dubbelspel) die één punt per stuk opleveren, zowel in de groepswedstrijden als in het vervolg van het toernooi.
- De beste twee landen van elke poule plaatsen zich voor de kwartfinales.
- In de kwartfinales speelt iedere nummer één uit de poulefase tegen een nummer twee uit de poulefase. Zowel de kwart-, halve- als hele finale wordt gespeeld volgens het knock-outsysteem.

### Van 2004 tot 2008
- Aan de eindronde nemen twaalf landen deel, die zich daarvoor eerst in hun eigen regio (Afrika, Azië, Noord- en Zuid-Amerika, Europa of Oceanië) plaatsen.
- De laatste twaalf worden in vier poules (A, B, C en D) van drie landen verdeeld, die ieder één keer tegen de andere landen uit hun groep spelen. Ieder duel bestaat uit vijf partijen (driemaal enkelspel, tweemaal dubbelspel) die één punt per stuk opleveren, zowel in de groepswedstrijden als in het vervolg van het toernooi.
- De vier nummers een van de poules plaatsen zich voor de kwartfinales.
- De nummers twee en drie uit iedere poule spelen tegen de nummers twee en drie uit de andere poules om nog vier plaatsen in de kwartfinales. A2 speelt tegen B3, B2 tegen A3, C2 tegen D3 en D2 tegen C3.
- In de kwartfinales speelt iedere nummer één uit de poulefase tegen een ploeg die zich via de kruisfinales geplaatst heeft. Zowel de kwart-, halve- als hele finale wordt gespeeld volgens het knock-outsysteem.

### Van 1984 tot 2002
- Aan de eindronde nemen acht landen deel.
- De beste twee landen van elke poule plaatsen zich voor de halve finales.
- Van 1984 tot en met 1988 wordt er ook een wedstrijd voor de derde plaats gespeeld.

Het systeem waarin iedere ontmoeting tussen twee landen uit vijf partijen bestaat, is er sinds 1984. Van 1949 tot en met 1982 bestond een ontmoeting uit negen partijen.

## Jaargangen
| Jaar | Editie | Organiserende stad | Land      |
| ---- | ------ | ------------------ | --------- |
| 1949 | I      | Preston            | Engeland  |
| 1952 | II     | Singapore          | Singapore |
| 1955 | III    | Singapore          | Singapore |
| 1958 | IV     | Singapore          | Singapore |
| 1961 | V      | Jakarta            | Indonesië |
| 1964 | VI     | Tokio              | Japan     |
| 1967 | VII    | Jakarta            | Indonesië |
| 1970 | VIII   | Kuala Lumpur       | Maleisië  |
| 1973 | IX     | Jakarta            | Indonesië |
| 1976 | X      | Bangkok            | Thailand  |

| Jaar | Editie | Organiserende stad | Land      |
| ---- | ------ | ------------------ | --------- |
| 1979 | XI     | Jakarta            | Indonesië |
| 1982 | XII    | Londen             | Engeland  |
| 1984 | XIII   | Kuala Lumpur       | Maleisië  |
| 1986 | XIV    | Jakarta            | Indonesië |
| 1988 | XV     | Kuala Lumpur       | Maleisië  |
| 1990 | XVI    | Tokio              | Japan     |
| 1992 | XVII   | Kuala Lumpur       | Maleisië  |
| 1994 | XVIII  | Jakarta            | Indonesië |
| 1996 | XIX    | Hongkong           | Hongkong  |
| 1998 | XX     | Hongkong           | Hongkong  |

| Jaar | Editie | Organiserende stad | Land      |
| ---- | ------ | ------------------ | --------- |
| 2000 | XXI    | Kuala Lumpur       | Maleisië  |
| 2002 | XXII   | Guangzhou          | China     |
| 2004 | XXIII  | Jakarta            | Indonesië |
| 2006 | XXIV   | Tokio              | Japan     |
| 2008 | XXV    | Jakarta            | Indonesië |
| 2010 | XXVI   | Kuala Lumpur       | Maleisië  |
| 2012 | XXVII  | Wuhan              | China     |
| 2014 | XXVIII | New Delhi          | India     |
| 2016 | XXIX   | Kunshan            | China     |
| 2018 | XXX    | Bangkok            | THA       |

## Winnaars
| Jaar | Winnaar    | Zilver           | Brons                 |
| ---- | ---------- | ---------------- | --------------------- |
| 1949 | Maleisië   | Denemarken       | Verenigde Staten      |
| 1952 | Maleisië   | Verenigde Staten | India                 |
| 1955 | Maleisië   | Denemarken       | India                 |
| 1958 | Indonesië  | Maleisië         | Thailand              |
| 1961 | Indonesië  | Thailand         | Denemarken            |
| 1964 | Indonesië  | Denemarken       | Thailand              |
| 1967 | Maleisië   | Indonesië        | Japan                 |
| 1970 | Indonesië  | Maleisië         | Canada Denemarken     |
| 1973 | Indonesië  | Denemarken       | Canada Thailand       |
| 1976 | Indonesië  | Maleisië         | Denemarken Thailand   |
| 1979 | Indonesië  | Denemarken       | Japan India           |
| 1982 | China      | Indonesië        | Engeland Denemarken   |
| 1984 | Indonesië  | China            | Engeland              |
| 1986 | China      | Indonesië        | Maleisië              |
| 1988 | China      | Maleisië         | Indonesië             |
| 1990 | China      | Maleisië         | Denemarken Indonesië  |
| 1992 | Maleisië   | Indonesië        | China Zuid-Korea      |
| 1994 | Indonesië  | Maleisië         | China Zuid-Korea      |
| 1996 | Indonesië  | Denemarken       | China Zuid-Korea      |
| 1998 | Indonesië  | Maleisië         | China Denemarken      |
| 2000 | Indonesië  | China            | Zuid-Korea Denemarken |
| 2002 | Indonesië  | Maleisië         | China Denemarken      |
| 2004 | China      | Denemarken       | Zuid-Korea Indonesië  |
| 2006 | China      | Denemarken       | Indonesië Maleisië    |
| 2008 | China      | Zuid-Korea       | Indonesië Maleisië    |
| 2010 | China      | Indonesië        | Maleisië Japan        |
| 2012 | China      | Zuid-Korea       | Japan Denemarken      |
| 2014 | Japan      | Maleisië         | Indonesië China       |
| 2016 | Denemarken | Indonesië        | Maleisië Zuid-Korea   |
| 2018 | China      | Japan            | Denemarken Indonesië  |